# Malhação
Malhação é uma série de televisão adolescente brasileira produzida e exibida pela TV Globo entre 24 de abril de 1995 a 3 de abril de 2020, com um total de 27 temporadas e 6.191 episódios. A faixa continuou ainda com reprises de temporadas anteriores até 28 de janeiro de 2022. Criada por Andréa Maltarolli e Emanuel Jacobina como uma alternativa da emissora ao sucesso de Confissões de Adolescente (1994), da TV Cultura, que foi pioneira ao conseguir dialogar com adolescentes sem didatismo pela primeira vez.
O estilo da obra foi baseado nas soap opera americanas – formato similar às telenovelas, porém com temporadas que se estendem por anos e com elenco se renovando. Foi exibida tradicionalmente de segunda a sexta-feira em horários variantes entre 17h30 e 18h.

## Produção
Em 1995, Andréa Maltarolli e Emanuel Jacobina começaram a desenvolver a sinopse de um seriado adolescente, inspirados pela boa repercussão que a temática tinha conquistado em Confissões de Adolescente, na TV Cultura, que conseguiu dialogar com os jovens de forma direta e sem didatismo. Logo após, no entanto, os autores foram orientados a abordar as histórias de forma leve e evitar temáticas controversas para se adequar também a outros públicos como crianças e donas-de-casa, diferente do seriado da TV Cultura, que falou sobre sexo na adolescência, feminismo e drogas pesadas.
O projeto foi batizado como Malhação, inspirado pelo nome da academia em que se centralizava a trama, e o formato anunciado como uma soap opera – estilo famoso nos Estados Unidos mas ainda desconhecido no Brasil, baseando-se em histórias com longa duração de anos e dividido em temporadas, onde cada uma delas difere o elenco e a trama da anterior. A série estreou em 24 de abril de 1995 às 17h15. Maria Mariana, autora de Confissões de Adolescente, chegou a escrever a quinta e sexta temporadas.

### Formato
Na primeira temporada a estrutura narrativa da série funcionava a partir de uma divisão semanal: uma história – como a suspeita de gravidez ou a armação feita por algum antagonista, por exemplo – começava na segunda-feira e era resolvida até sexta, apresentando um gancho para o tema da semana seguinte, sendo costurada pela trama central dos protagonistas que se estendia por toda temporada. Porém, a resolução das histórias em uma semana foram consideradas rápidas demais e, a partir da segunda temporada, as tramas passaram a ser desenvolvidas por semanas gradativamente, em favor de histórias mais prolongadas, sem desfecho imediato. Na quinta temporada, em 1998, o seriado passou a ser ao vivo, no qual os espectadores podiam interagir pelo bate-papo no site da emissora e através de votações pelo telefone, que indicavam para onde a trama deveria se encaminhar, porém o formato foi rechaçado e durou poucos meses, retornando ao formato anterior de histórias gravadas e desenvolvidas pelos autores ao longo de semanas ou meses.
Em 2017, vinte e dois anos depois, o seriado atingiu o objetivo inicial com a temporada Malhação: Viva a Diferença em abordar temas considerados espinhosos ao mostrar histórias sobre autismo, homossexualidade, abuso de drogas pesadas e assédio sexual de adolescentes por um membro da família.

### Elenco
Até Malhação ID parte do elenco era mantido de uma temporada para a outra e alguns permaneciam por vários anos. Outro fato comum era que os protagonistas de uma temporada seguissem na temporada seguinte como coadjuvantes para manter o público anterior, além de ser recorrente que os antagonistas também seguissem na temporada seguinte, porém regenerados ou de forma cômica, encontrando um novo parceiro romântico. A partir de Malhação 2010, o elenco passou a ser renovado completamente a cada temporada, evitando o desgaste dos atores em permanecer dois anos ou mais no mesmo papel. Ainda assim, Mocotó, personagem de temporadas iniciais, voltou em Malhação 2012; Dominga, personagem das temporadas 2008, 2009 e ID, regressou à série na temporada 2013; alguns personagens da temporada 2012 voltaram para participações especiais em 2014, sendo que o personagem Nando Rocha fez parte do elenco fixo; e, o personagem Cleyton de Seu Lugar no Mundo continuou na temporada Pro Dia Nascer Feliz.
Tradicionalmente, um casal diferente ocupa o posto de protagonistas a cada temporada, enfrentando as artimanhas de pares ou trios de antagonistas, tendo ainda outros co-protagonistas e sub-histórias não necessariamente atreladas à trama principal. Porém, em 2007, durante a décima quarta temporada houve uma tentativa de mudar este formato, não tendo um casal de protagonistas, mas sim um trio de amigas, formado por Thaila Ayala, Maria Eduarda Machado e Fiorella Mattheis. O formato, no entanto, não foi bem aceito e dois meses depois houve mudanças no enredo, passando a focar no romance entre Thaila e Rômulo Neto como protagonistas, enquanto Fiorella se tornou antagonista e Maria Eduarda coadjuvante. Apenas em 2017, com a temporada Malhação: Viva a Diferença, houve uma quebra do formato bem aceita pelo público, quando Daphne Bozaski, Gabriela Medvedovski, Ana Hikari, Manoela Aliperti e Heslaine Vieira foram colocadas como protagonistas, contando a história de cinco amigas com vivências, personalidades e ideologias totalmente diferentes. Em 2018, na temporada Malhação: Vidas Brasileiras, pela primeira vez não houve o protagonismo de um jovem, colocando como ponto central uma professora que ajudava os adolescentes a resolverem seus problemas.

### Locações
Entre a primeira e a quarta temporada a única locação era uma academia no Rio de Janeiro intitulada Malhação – onde havia o centro atlético, piscinas, vestiários, um café – tendo ainda cenas externas gravadas, porém nenhum outro cenário em estúdio. A academia foi construída nos estúdios da Cinédia, em Jacarepaguá, e ocupava uma área de 1.560m². A partir da quarta temporada houve uma inserção de alguns cenários extras, como a casa de alguns personagens. Na primeira parte da quinta temporada o apartamento do personagem Mocotó, interpretado por André Marques, se tornou o único cenário, uma vez que o seriado passou a ser ao vivo, sendo que os personagens transitavam apenas ali. Como a ideia não agradou ao público, a academia voltou a ser o cenário na segunda metade da temporada.
Na sexta temporada houve uma reformulação completa: a academia foi extinta e as histórias começaram a se passar no Múltipla Escolha, uma escola particular e arborizada, dita ser localizada no bairro do Jardim Botânico, construída onde ficava a antiga academia Malhação e todo quarteirão ao seu redor. Apesar do extenso tamanho, o colégio não tinha quadra ou espaço esportivo, sendo que as aulas de educação física eram realizadas em um clube ao lado do local. Além disso, a casa de diversos personagens passou a ser mostrada, bem como suas famílias, expandindo a cidade cenográfica. Outro ponto importante foi o bar Guacamole, comandado pela estudante Duda, interpretada por Gisele Policarpo, localizado em frente ao colégio, onde diversas histórias noturnas eram desenvolvidas.
Na oitava temporada o Guacamole mudou de nome para Gigabyte após ser vendido, além de ser inserido um novo cenário fixo: uma república de estudantes. Entre a décima quinta e a décima sétima temporadas o colégio é vendido algumas vezes, mudando de nome para Múltipla Escolha Ernesto Ribeiro e posteriormente Primeira Opção, deixando de existir em 2010 após onze anos. A partir da décima oitava temporada não houve mais uma locação fixa passada de ano a ano, sendo que cada temporada se passou em um colégio diferente. Na vigésima primeira a principal locação era um casarão de uma família no Grajaú (bairro do Rio de Janeiro). Em 2014, a vigésima segunda temporada foi a primeira desde 1998 que não teve um colégio como cenário, sendo que as duas principais locações eram uma academia de artes marciais e uma escola de artes. Em 2017, Malhação: Viva a Diferença diferenciou-se das demais temporadas por ser a única passada em São Paulo, trazendo como cenários um colégio público sucateado e um particular, além de outras locações urbanas, como o metrô paulista e diversas gravações externas.

### Cancelamento
Em outubro de 2019 foi anunciado que Priscila Steinman e Marcia Prates escreveriam a 28ª temporada, que ganhou o título de Malhação: Transformação e estrearia em 11 de maio de 2020 com Manu Morelli e João Gabriel Marinho como protagonistas. Em março de 2020, porém, as gravações foram interrompidas devido aos impactos da COVID-19 no Brasil, sendo que Malhação: Toda Forma de Amar foi encerrada às pressas um mês antes, com apenas a protagonista contando o que aconteceu com os personagens, e a reprise de Malhação: Viva a Diferença (2017) escalada para a faixa. Apesar de anunciada uma nova data de estreia para janeiro de 2021, em outubro de 2020 todo elenco foi dispensado e Malhação: Transformação foi cancelada, sendo escalada outra reprise, de Malhação Sonhos (2014), para o lugar.
Além disso a emissora anunciou a produção de outra história para a 28ª temporada, Malhação: Eu Quero é Ser Feliz, escrita pelos irmãos Eduardo e Marcos Carvalho, cujo estava programada para estrear em 2022 e que contaria a história de três adolescentes negros lutando para sua escola na periferia, considerada a pior do país, não fechar. Em 28 de setembro de 2021, porém, Malhação: Eu Quero é Ser Feliz também foi desistida e anunciado que não seria mais produzida nenhuma nova temporada de Malhação, estando o seriado cancelado, sendo o último episódio inédito exibido oficialmente em 3 de abril de 2020, com o desfecho da temporada Toda Forma de Amar. A faixa continuou ativa apenas com a reprise da temporada Sonhos até 28 de janeiro de 2022, sendo substituída por uma extensão do Vale a Pena Ver de Novo.

## Enredo
A série é focada na vivência e dilemas de adolescentes, na maioria das vezes no Ensino Médio ou início da vida pós-escolar. Entre as temáticas abordadas em todas as temporadas, estão amizade, namoros, traições e relações familiares conturbadas. Além disso, a maioria das temporadas também abordou as relações desenvolvidas por atividades fora do colégio, como primeiro trabalho, música e esportes – como natação, polo aquático, futebol, boxe e artes marciais. Outros temas abordados em algumas temporadas foram a sexualidade, uso de drogas, gravidez na adolescência, bullying, distúrbios alimentares, machismo e homossexualidade. Entre o núcleo adulto, histórias envolvendo corrupção, erro médico, mortes ou acidentes e doenças graves são recorrentes.

## Temporadas
| Temporada | Temporada | Título completo (Título alternativo)           | Episódios | Exibição original     | Exibição original      |
| Temporada | Temporada | Título completo (Título alternativo)           | Episódios | Estreia da temporada  | Final da temporada     |
| --------- | --------- | ---------------------------------------------- | --------- | --------------------- | ---------------------- |
|           | 1.ª       | Malhação 1995                                  | 179       | 24 de abril de 1995   | 28 de dezembro de 1995 |
|           | 2.ª       | Malhação 1996                                  | 194       | 8 de abril de 1996    | 2 de janeiro de 1997   |
|           | 3.ª       | Malhação 1997                                  | 198       | 31 de março de 1997   | 2 de janeiro de 1998   |
|           | 4.ª       | Malhação 1998                                  | 109       | 30 de março de 1998   | 2 de outubro de 1998   |
|           | 5.ª       | Malhação.com (Malhação Ao Vivo)                | 264       | 5 de outubro de 1998  | 15 de outubro de 1999  |
|           | 6.ª       | Malhação 1999 (Malhação Múltipla Escolha)      | 124       | 18 de outubro de 1999 | 7 de abril de 2000     |
|           | 7.ª       | Malhação 2000                                  | 277       | 10 de abril de 2000   | 4 de maio de 2001      |
|           | 8.ª       | Malhação 2001                                  | 248       | 7 de maio de 2001     | 19 de abril de 2002    |
|           | 9.ª       | Malhação 2002                                  | 263       | 22 de abril de 2002   | 25 de abril de 2003    |
|           | 10.ª      | Malhação 2003                                  | 188       | 28 de abril de 2003   | 16 de janeiro de 2004  |
|           | 11.ª      | Malhação 2004                                  | 250       | 19 de janeiro de 2004 | 14 de janeiro de 2005  |
|           | 12.ª      | Malhação 2005                                  | 258       | 17 de janeiro de 2005 | 13 de janeiro de 2006  |
|           | 13.ª      | Malhação 2006                                  | 262       | 16 de janeiro de 2006 | 12 de janeiro de 2007  |
|           | 14.ª      | Malhação 2007                                  | 193       | 15 de janeiro de 2007 | 12 de outubro de 2007  |
|           | 15.ª      | Malhação 2008                                  | 324       | 15 de outubro de 2007 | 9 de janeiro de 2009   |
|           | 16.ª      | Malhação 2009                                  | 214       | 12 de janeiro de 2009 | 6 de novembro de 2009  |
|           | 17.ª      | Malhação ID (Malhação Identidade)              | 199       | 9 de novembro de 2009 | 20 de agosto de 2010   |
|           | 18ª       | Malhação 2010                                  | 265       | 23 de agosto de 2010  | 26 de agosto de 2011   |
|           | 19.ª      | Malhação Conectados (Malhação 2011)            | 249       | 29 de agosto de 2011  | 10 de agosto de 2012   |
|           | 20.ª      | Malhação: Intensa como a Vida (Malhação 2012)  | 228       | 13 de agosto de 2012  | 5 de julho de 2013     |
|           | 21.ª      | Malhação Casa Cheia (Malhação 2013)            | 241       | 8 de julho de 2013    | 11 de junho de 2014    |
|           | 22.ª      | Malhação Sonhos (Malhação 2014)                | 280       | 14 de julho de 2014   | 14 de agosto de 2015   |
|           | 23.ª      | Malhação: Seu Lugar no Mundo (Malhação 2015)   | 250       | 17 de agosto de 2015  | 2 de agosto de 2016    |
|           | 24.ª      | Malhação: Pro Dia Nascer Feliz (Malhação 2016) | 180       | 22 de agosto de 2016  | 3 de maio de 2017      |
|           | 25.ª      | Malhação: Viva a Diferença (Malhação 2017)     | 213       | 8 de maio de 2017     | 5 de março de 2018     |
|           | 26.ª      | Malhação: Vidas Brasileiras (Malhação 2018)    | 288       | 7 de março de 2018    | 15 de abril de 2019    |
|           | 27.ª      | Malhação: Toda Forma de Amar (Malhação 2019)   | 253       | 16 de abril de 2019   | 3 de abril de 2020     |

## Reprises
O seriado era reprisado na integra no canal de televisão por assinatura brasileiro Viva, de 19 de maio de 2010 até 8 de junho de 2025, quando o canal foi substituído pelo Globoplay Novelas, causando o fim antecipado de Malhação 2014. Confira a lista de temporadas reprisadas pelo Canal Viva.
Após o fim antecipado de Malhação: Toda Forma de Amar devido a pandemia da COVID-19, a TV Globo passou a ocupar o horário com reprises de temporadas anteriores até o anúncio do fim do projeto. A primeira foi Malhação: Viva a Diferença de 6 de abril de 2020 a 22 de janeiro de 2021, seguida por Malhação Sonhos de 25 de janeiro de 2021 a 28 de janeiro de 2022..
Em 13 de dezembro de 2023 estreou o canal Malhação Fast na Globoplay, exibindo de segunda a sexta, com dois capítulos por dia, as seguintes temporadas: Malhação 1995 (12h00), Malhação 1999 (13h00) e Malhação ID (14h00). Em  08 de março de 2024 Malhação 1999 foi substituída por Malhação 2000. 

## Obras derivadas

### Malhação de Verão
De março a abril de 1996 foi exibido o especial Malhação de Verão, que narrava a história dos personagens da 1ª temporada em um acampamento de férias. Foi a transição entre a 1ª e a 2ª temporadas do seriado.

### Férias de Malhação
Em 2015, foi idealizado o derivado Férias de Malhação, que seria um especial em homenagem aos 20 anos da série e se pareceria com o primeiro spin off, Malhação de Verão, fazendo uma ponte da temporada 2014 para a temporada seguinte. No entanto, o projeto foi cancelado.

### Malhação: Os Desatinados
Malhação: Os Desatinados foi o primeiro spin-off de Malhação: Seu Lugar no Mundo lançado pela Globoplay de 3 de outubro a 7 de novembro de 2015 em 6 episódios. Teve Nicolas Prattes, Julia Konrad, João Oliveira e Marcos Frota nos papéis principais e mostrou como João (João Vithor Oliveira) conheceu Ciça (Julia Konrad), a evolução do relacionamento dos dois e a criação da banda Os Desatinados do colégio fictício Leal Brazil.

### Malhação: Eu Só Quero Amar
Malhação: Eu Só Quero Amar foi o segundo spin-off de Malhação: Seu Lugar no Mundo lançado pela Globoplay de 4 de abril a 30 de abril de 2016 em 5 episódios. Misturava documentário e ficção e gira em torno da história do casal sorodiferente Henrique (Thales Cavalcanti) e Camila (Manuela Llerena).

### As Five
Em novembro de 2018 foi anunciado um spin off da temporada Malhação: Viva a Diferença para 2020, sendo também escrita por Cao Hamburger e intitulado como As Five. Produção original do serviço de streaming Globoplay, a qual abordaria a vida das cinco protagonistas no começo da vida adulta. A primeira temporada estreou em 12 de novembro de 2020 e atualmente a sua terceira temporada está em produção.

## Outras mídias

### Crossover comTotalmente Demais
Em 2015, o ator Paulo Dalagnoli fez uma participação especial na novela Totalmente Demais com seu personagem Lírio Lorenzzo de Malhação Sonhos.

### Produtos lançados
Malhação gerou diversos produtos, especialmente entre 1995 e 1999, quando foram lançados sandálias, linha de roupas e assessórios esportivos e cosméticos. Em 1995 a Editora Globo investiu R$ 500.000 no lançamento de uma revista mensal de mesmo título da série, inspirada pelos formatos da Capricho e Atrevida, sendo focada em temas relacionados ao universo adolescente, permanecendo nas bancas até 1997. Malhação também serviu como inspiração para a soap opera portuguesa Morangos com Açúcar, lançada em 2003 da TVI após o sucesso da série brasileira no país.

### Concursos
- Em 2007 o diretor Ricardo Waddington promoveu um concurso no Caldeirão do Huck intitulado "Casal Malhação" para escolher um ator e uma atriz para integrar a décima quinta temporada do seriado.[53] Ao todo foram 21 mil inscritos, dos quais 24 candidatos foram selecionados para as seletivas realizadas por Luciano Huck no palco do programa entre 19 de setembro a 24 de novembro de 2007.[53] Na final, porém, os jurados alegaram que as duas meninas finalistas não haviam se saído bem no último teste, decidindo escolher os dois atores: Caio Castro e Rael Barja.[54] Na ocasião cogitou-se inserir os dois como um casal gay, porém a ideia foi abortada, uma vez que temeu-se que o público mais conservador pudesse reagir de forma negativa.[55][56] Caio ingressou no elenco como o co-protagonista Bruno, porém Rael foi considerado velho demais para passar-se como estudante e acabou ficando com o papel do faxineiro Cajú.[57] Daniela Carvalho, que foi finalista naquele ano, conseguiu uma bolsa de estudos na Oficina de Atores da TV Globo por indicação de Luciano Huck e, quatro anos depois, se tornou protagonista da décima oitava temporada.[58]
- Em 2012 houve um novo concurso no Caldeirão do Huck, dessa vez intitulado Novos Talentos Malhação, para revelar um único ator ou atriz para a temporada Intensa como a Vida, tendo 12 mil inscritos.[59] Dentre eles, apenas 12 atores foram escolhidos para os testes semanais no palco do programa, realizados entre 16 de junho e 28 de julho de 2012.[60] Na final, o diretor José Alvarenga Jr. revelou que, apesar de inicialmente ser apenas uma vaga, os jurados haviam escolhidos dois atores: Guilherme Dellorto e Talita Tilieri.[61] Guilherme foi escalado para um dos papeis centrais como o mulherengo Nélio, enquanto Talita formou um triângulo amoroso como a Ana Paula.[62] Brenno Leone, que chegou na final, integrou o elenco do seriado três anos depois, na |vigésima terceira temporada.[63]
- Em 2014, na temporada Malhação Sonhos, foi lançado um novo concurso diretamente no site da emissora, porém sem o intuito de revelar um ator para o elenco fixo, apenas trazendo alguém do público uma vez por mês para uma participação especial.[64] A cada mês uma temática era liberada no site e os concorrentes deviam enviar um vídeo falando sobre, cujo quem se saísse melhor seria escolhido para a participação.[64] Durante os sete meses do concurso, os ganhadores foram: Brigida Fernanda, Anália Oliveira, Carla Vanubia, Matheus de Oliveira, Bianca Biskmarck, Beatriz de Oliveira e Gabriela Reis.[65]
- Na mesma temporada houve um segundo concurso para que o público enviasse fanfic – uma história ficcional baseada em personagens já existentes em outra obra – e duas foram escolhidas as campeãs: Bianca e Seus dois Maridos, de Ana Carolina Ribeiro, e Pedro e os Vampiros da Ribalta, de Thamyres Santos.[66]

- Na temporada Seu Lugar no Mundo o concurso de fanfics teve uma segunda edição, desta vez em parceria com a marca de cosméticos Seda, no qual a vencedora foi Sonho da Luciana, de Kimberlin Valério.[67]

## Trilha sonora

### Temas de abertura
| Temporada                    | Temporada | Canção                       | Intérprete              |
| ---------------------------- | --------- | ---------------------------- | ----------------------- |
|                              | 1ª        | "Assim Caminha a Humanidade" | Lulu Santos             |
|                              | 2ª        | "Assim Caminha a Humanidade" | Lulu Santos             |
|                              | 3ª        | "Assim Caminha a Humanidade" | Lulu Santos             |
|                              | 4ª        | "Assim Caminha a Humanidade" | Lulu Santos             |
|                              | 5ª        | "Assim Caminha a Humanidade" | Lulu Santos             |
|                              | 6ª        | "Te Levar"                   | Charlie Brown Jr.       |
|                              | 7ª        | "Te Levar"                   | Charlie Brown Jr.       |
|                              | 8ª        | "Te Levar"                   | Charlie Brown Jr.       |
|                              | 9ª        | "Te Levar"                   | Charlie Brown Jr.       |
|                              | 10ª       | "Te Levar"                   | Charlie Brown Jr.       |
|                              | 11ª       | "Te Levar"                   | Charlie Brown Jr.       |
|                              | 12ª       | "Te Levar"                   | Charlie Brown Jr.       |
|                              | 13ª       | "Lutar Pelo Que é Meu"       | Charlie Brown Jr.       |
|                              | 14ª       | "Lutar Pelo Que é Meu"       | Charlie Brown Jr.       |
|                              | 15ª       | "Paraíso Proibido"           | Strike                  |
| "Daqui pra Frente"           | 15ª       | NX Zero                      |                         |
|                              | 16ª       | "Bem ou Mal"                 | NX Zero part. Túlio Dek |
|                              | 17ª       | "Quem Eu Sou?"               | Hori                    |
|                              | 18ª       | "Lourinha Bombril"           | Bangalafumenga          |
|                              | 19ª       | "Todos"                      | Marcelo D2 part. Macaco |
|                              | 20ª       | "Tempos Modernos"            | Jota Quest              |
|                              | 21ª       | "Família"                    | Nando Reis              |
|                              | 22ª       | "Agora Só Falta Você"        | Pitty                   |
| "Assim Caminha a Humanidade" | 22ª       | Lulu Santos                  |                         |
|                              | 23ª       | "Vida Inteira (Meu Lugar)"   | Raimundos               |
|                              | 24ª       | "Pro Dia Nascer Feliz"       | Titãs                   |
|                              | 25ª       | "Bate a Poeira - Parte II"   | Karol Conka             |
|                              | 26ª       | "Põe Fé que Já É"            | Arnaldo Antunes         |
|                              | 27ª       | "Paula e Bebeto"             | Milton Nascimento e Iza |

## Audiência
O primeiro capítulo da primeira temporada apresentou índices de audiência satisfatórios, quase duplicando a audiência da TV Globo na faixa das 17h30, com uma média de 31 pontos em São Paulo. O programa humorístico Escolinha do Professor Raimundo, que ocupava o horário da série, tinha médias entre 15 e 18 pontos. Do início de 2004 até novembro de 2005, Malhação obteve uma média de 34 pontos no ibope. A meta de audiência de Malhação foi, de 1995 a 2006, de 25 pontos. Em 2007, abaixou para 20, e em 2014 para 17.
Audiência mostrada em pontos do IBOPE
     A média geral de audiência da temporada ficou dentro do estipulado pela emissora.
     A média geral de audiência da temporada ficou abaixo do estipulado pela emissora.
| Temp. | Exibição  | Média geral | Meta estipulada | Ref.          |
| ----- | --------- | ----------- | --------------- | ------------- |
| 1ª    | 1995–1996 | 25 pontos   | 25 pontos       | [ 74 ]        |
| 2ª    | 1996–1997 | 24 pontos   | 25 pontos       | [ 74 ]        |
| 3ª    | 1997–1998 | 21 pontos   | 25 pontos       | [ 74 ]        |
| 4ª    | 1998      | 20 pontos   | 25 pontos       | [ 74 ]        |
| 5ª    | 1998–1999 | 19 pontos   | 25 pontos       | [ 74 ]        |
| 6ª    | 1999–2000 | 23 pontos   | 25 pontos       | [ 74 ]        |
| 7ª    | 2000–2001 | 26 pontos   | 25 pontos       | [ 74 ]        |
| 8ª    | 2001–2002 | 26 pontos   | 25 pontos       | [ 74 ]        |
| 9ª    | 2002–2003 | 28 pontos   | 25 pontos       | [ 74 ]        |
| 10ª   | 2003–2004 | 30 pontos   | 25 pontos       | [ 74 ]        |
| 11ª   | 2004–2005 | 32 pontos   | 25 pontos       | [ 74 ]        |
| 12ª   | 2005–2006 | 32 pontos   | 25 pontos       | [ 74 ]        |
| 13ª   | 2006–2007 | 31 pontos   | 25 pontos       | [ 74 ]        |
| 14ª   | 2007      | 24 pontos   | 25 pontos       | [ 75 ]        |
| 15ª   | 2007–2009 | 22 pontos   | 20 pontos       | [ 74 ]        |
| 16ª   | 2009      | 21 pontos   | 20 pontos       | [ 74 ]        |
| 17ª   | 2009–2010 | 19 pontos   | 20 pontos       | [ 74 ]        |
| 18ª   | 2010–2011 | 19 pontos   | 20 pontos       | [ 74 ]        |
| 19ª   | 2011–2012 | 16 pontos   | 20 pontos       | [ 74 ]        |
| 20ª   | 2012–2013 | 15 pontos   | 20 pontos       | [ 74 ]        |
| 21ª   | 2013–2014 | 14 pontos   | 20 pontos       | [ 74 ]        |
| 22ª   | 2014–2015 | 16 pontos   | 17 pontos       | [ 74 ]        |
| 23ª   | 2015–2016 | 17 pontos   | 17 pontos       | [ 74 ]        |
| 24ª   | 2016–2017 | 18 pontos   | 17 pontos       | [ 74 ] [ 76 ] |
| 25ª   | 2017–2018 | 20 pontos   | 17 pontos       | [ 77 ] [ 78 ] |
| 26ª   | 2018–2019 | 16 pontos   | 17 pontos       | [ 79 ]        |
| 27ª   | 2019–2020 | 18 pontos   | 17 pontos       | [ 80 ]        |